# Кашкино (Аскинский район)
Кашкино (баш. Ҡашҡа) — село в Аскинском районе Республики Башкортостан России, центр Кашкинского сельсовета.

## Географическое положение
Расположено в низовьях реки Тюй на севере республики. К селу примыкают деревни Амирово и Новый Суюш. Расстояние до:
- районного центра (Аскино): 40 км,
- ближайшей железнодорожной станции (Чернушка): 147 км.

## Население
| 2002 | 2009 | 2010 |
| ---- | ---- | ---- |
| 952  | ↗997 | ↘843 |

Согласно переписи 2002 года, преобладающая национальность — башкиры (98 %).

## Религия
В селе есть мечеть.